# Euxoa bialba
Euxoa bialba är en fjärilsart som beskrevs av Smith 1905. Euxoa bialba ingår i släktet Euxoa och familjen nattflyn. Inga underarter finns listade i Catalogue of Life.